# 二百円紙幣
二百円紙幣（にひゃくえんしへい）とは、日本銀行兌換券の1つ。二百円券、二百円札とも呼ばれる。紙幣券面の表記は『貳百圓』。昭和初期から終戦前後にかけて乙号券、丙号券、丁号券の3種類が発行されたが現在はすべて失効している。また、造幣されたが発行に至らなかった甲号券も含め、4種類すべての題号は「日本銀行兌換券」である。この他に新円切り替え時のA号券の一環としてA貳百圓券の発行が計画されたが、これは試作に留まった。

## 概要
額面200円の兌換券は1884年（明治17年）5月26日に制定された「兌換銀行券条例」の中で規定され、翌1885年（明治18年）より日本銀行兌換銀券が発行されたが額面200円の券の発行は見送られ、最高額面は100円の時代が長く続いた。額面200円の紙幣は関東大震災の時に計画された甲号券、昭和金融恐慌時に急遽製造され実質2週間のみ流通した乙号券、第二次大戦終戦前後に発行され新円切替のため1年余りで失効した丙号券、丁号券など、計画のみにとどまったり、発行されても流通期間が限られている。特に乙号券の発行に際しては大蔵大臣から緊急用の一時的なものであり金融の混乱が収束次第直ぐに回収する様に異例の指示が出されている。
これら兌換券は、いずれの券種も発行時点で一般に流通していた最高額の百円紙幣を超えて日本銀行兌換券として最高額であり、企業物価指数を元にすれば、乙号券は2023年（令和5年）の貨幣価値にして16万円弱に相当する。1945年（昭和20年）に実質発行が始まった丙号券・丁号券は、その時点で5万円余りに相当し、新円切替時の1946年（昭和21年）では1万円余りに相当する。
以下は各券の概要である。
1923年（大正12年）9月の関東大震災後の混乱の中で紙幣の不足に備えて甲号券の発行が計画され製造が民間に委託されたが、混乱はほどなく収まり発行に至らずに廃棄された。
1927年（昭和2年）3月の昭和金融恐慌で発生した取り付け騒ぎで紙幣が不足したため、片面印刷の乙号券が造幣され日本全国の銀行窓口に届けられ、追って丙号券も造幣され届けられた。乙号券は一部流通したものの直ぐに回収された。丙号券は預金者に渡らずそのまま回収され日本銀行に保管された。
1945年（昭和20年）4月より丁号券が発行された。終戦直後の同年8月16日より、先の昭和金融恐慌時に造幣され日本銀行に保管されていた丙号券も発行された。
1946年（昭和21年）の新円切替により、同年2月25日より新円と見なす証紙貼付丙号券、丁号券の発行開始。同年3月2日を以て全ての乙号券、ならびに証紙のない丙号券、丁号券は失効した。証紙付きのものも同年10月31日を以て失効した。
新円切替に伴うA号券の発行の一環としてA貳百圓券も計画されたが、試作に留まり、造幣に至らなかった。
以降、額面金額200円の法定通貨（紙幣・硬貨）は製造発行されていない。

## 乙号券
1927年（昭和2年）4月24日の大蔵省告示第66号「日本銀行發行兌換銀行券ノ内貳百圓券發行」で紙幣の様式が定められている。主な仕様は下記の通り。
- 日本銀行兌換券
- 額面 貳百圓（200円）
- 表面 彩紋、兌換文言
- 裏面 印刷なし
- 印章 〈表面〉総裁之印 〈裏面〉なし
- 銘板 大日本帝國政府内閣印刷局製造
- 記番号仕様
  - 記番号色 赤色［通し番号なし（組番号のみ）］
  - 記番号構成 〈記号〉組番号：「｛」＋数字1桁＋「｝」　〈番号〉通し番号なし
- 寸法 縦73mm、横123mm[2]
- 製造実績
  - 印刷局から日本銀行への納入期間 1927年（昭和2年）4月24日 - 1927年（昭和2年）4月25日[3]
  - 記号（組番号）範囲 1 - 6（1記号当たり1,000,000枚製造）[3]
  - 製造枚数 5,110,000枚[4]
- 発行開始日 1927年（昭和2年）4月25日[2]
- 通用停止日 1946年（昭和21年）3月2日[5]
- 発行終了
- 失効券

1927年（昭和2年）の昭和金融恐慌において取り付け騒ぎが発生し紙幣が不足したことから、4月21日（木）に組閣された田中内閣の高橋是清蔵相の指示で潤沢な現金の供給を行って混乱を沈静化させるために急遽制定して製造された。かつて製造されたものの不発行となった甲号券相当の紙幣を急造することを当初は想定していたが、日本全国の市中銀行の一斉休業が明ける4月25日（月）に間に合わせることが絶対条件であり、造幣の速度を優先して裏面の印刷が省略されたことからも、その急ぎぶりがうかがえる。用紙の抄造は4月22日（金）の夜から徹夜で行われ、翌23日（土）午後には印刷を開始し25日（月）まで文字通り不眠不休で製造が行われた。24日（日）夕方から25日（月）にかけて完成品が印刷局から日本銀行に五月雨式に引き渡され、そのまま各地の市中銀行に順次搬送された。最終的に25日夜までの間に511万枚（10億2200万円分）を製造している。
製造開始から僅か2日程度で日本全国の銀行の窓口に供給する必要があったことから、新規に券面のデザインを起こす余裕はなく表面は既存の証券類等の有りあわせの彩紋模様を組み合わせたものであり、アラビア数字での額面金額すら表記されていない。裏面の印刷を省略したことから「裏白」（ウラシロ）とも呼ばれた。この当時発行されていた日本銀行券には必ず印刷されていた「文書局長」の印章、「日本銀行」の断切文字（割印のように券面内外に跨るように印字された文字）、英語表記での各種文言（発行元銀行名、額面金額、兌換文言）の表記、日本銀行行章も一切省略されている。記番号については赤色印刷で、通し番号はなく記号（組番号）のみの表記となっている。また印章が「総裁之印」の1つしかない。
歴代の日本銀行券の中で最も使用色数の少ない紙幣であり、黒（主模様）と赤（記番号・印章）の2色しか使われていない。紙幣印刷で通常用いられる凹版印刷ではなく、簡易なオフセット印刷による印刷となっている。
用紙は通常の紙幣用紙ではなく日本銀行の遠隔地払戻用紙を転用したもので、透かしは日本銀行行章と「銀」の文字の白透かしによるちらし透かしが入っている。前述の通り緊急的に有りあわせの資材により製造が行われたため、当時造幣・発行中の紙幣のうち最高額である百円券を超える額面にもかかわらず最も小さい寸法（縦73 mm×横123 mm）となっている。なお1921年（大正10年）4月11日のメートル法施行に伴い、乙貳百圓券以降に発行された紙幣については券面の寸法がミリメートル（mm）単位で公示されるようになった。
一部は預金者に支払われたが、当時流通していた最高額面の100円券を超えて見慣れぬ200円という「高額紙幣」であり、その割にはサイズも小さく片面印刷でお札に付き物の肖像もなく作りも粗雑であったことから市中で使用しようとしたところ偽札扱いされ、また警察当局に本紙幣の発行が周知されておらず贋札行使の罪で誤認逮捕された事例もあった。発行開始後、程なく恐慌沈静化の目的が達成されたため実質的な発行流通期間は同年5月7日までの2週間程度に過ぎないが、これは日本銀行券の中では最短である。余りにも極端に簡易な作りであり、偽造の恐れがあることから騒ぎが収まるとすぐに回収され、同年8月末までには大部分が回収された。これは、大蔵大臣から出された乙貳百圓券の発行承認文書において、本券種は緊急用の一時的なものであり、混乱沈静化の目的が達成された後は迅速に回収するよう異例の指示が出されていたことによる対応である。未回収のものについては新円切替に伴い1946年（昭和21年）3月2日限りで失効した。日本史の資料集に写真が載せられていることがあり、取り付け騒ぎの行列を写した写真とともに恐慌の象徴という印象を与えている。
未回収の通用券は17枚という記録があり、現存数は非常に少なく見本券を含めても十数枚程度と推定され、古銭市場では発行された3種類の二百円紙幣の中で最も高い数百万円程度で取引されているようである。また通用券の組番号は6まで発行されたとの記録があるが、実物が確認されているのは1 - 3のみである。
なお、急増する現金の要求に応えるという、同じ理由で甲五拾圓券も裏面白紙として乙貳百圓券と並行して製造されたが、騒動が沈静化したためこちらは発行されなかった。

## 丙号券
1927年（昭和2年）5月10日の大蔵省告示第85号「日本銀行發行兌換銀行券ノ内貮百圓券發行」で紙幣の様式が定められている。主な仕様は下記の通り。
- 日本銀行兌換券
- 額面 貳百圓（200円）
- 表面 武内宿禰、兌換文言
- 裏面 彩紋
- 印章 〈表面〉総裁之印 〈裏面〉文書局長
- 銘板 大日本帝國政府内閣印刷局製造
- 記番号仕様
  - 記番号色 赤色
  - 記番号構成 〈記号〉組番号：「｛」＋数字1桁＋「｝」　〈番号〉通し番号：数字6桁
- 寸法 縦97mm、横188mm[14]
- 製造実績
  - 印刷局から日本銀行への納入期間 1927年（昭和2年）5月4日 - 1927年（昭和2年）5月14日[3]
  - 記号（組番号）範囲 1 - 9（1記号当たり900,000枚製造）[3]
  - 製造枚数 7,500,000枚[4]
- 発行開始日 1945年（昭和20年）8月16日[15]（告示上：1927年（昭和2年）5月12日[注 10]）
- 通用停止日 1946年（昭和21年）3月2日[5]（証紙貼付券に限り1946年（昭和21年）10月31日[16]）
- 発行終了
- 失効券

昭和金融恐慌の混乱の中で増大する紙幣の需要を賄うために大蔵省告示で制定され、モラトリアム令の解除後の銀行預金払い出しに備えて急造された紙幣である。裏面に赤い文様が刷られた事から「裏赤」（ウラアカ）と呼ばれた。
乙号券が余りにも極端に簡易だったことからこれに代わって制定されたものであり、乙号券よりは作り込まれているが乙号券と同様にオフセット印刷による製造である。デザインは不発行となった甲号券のものを流用・一部改変したものである。甲号券と同様に表面は武内宿禰の肖像、裏面は赤色の彩紋であるが、表面の地模様が変更されており、裏面の赤色の色合いが若干濃くなり、「日本銀行」の断切文字は削除され、銘板は「大日本帝国政府内閣印刷局製造」となっている。また、武内宿禰の肖像は甲号券と同様に他券種からの複製であるが、異なる複製元から作成されたため細部が異なっている。
乙号券と同様に用紙は日本銀行の遠隔地払戻用紙を転用したものであり、透かしは乙号券と同じ日本銀行行章と「銀」の文字の白透かしによるちらし透かしである。
使用色数は、表面3色（内訳は主模様1色、地模様1色、印章・記番号1色）、裏面1色（印章含む）となっており、甲号券よりも減らされている。
1927年（昭和2年）5月12日付けで発行が公示され、預金払い戻しに備えて銀行の店頭に届けられたものの預金者には渡らず、そのまま回収され将来の緊急事態に備えて日本銀行に保管された。終戦前の1945年（昭和20年）4月16日により本格的なデザインの丁号券が発行された後、終戦直後に膨大な紙幣が必要になったことから1945年（昭和20年）8月16日付けで丙号券が実際に発行されたが、新円切替に伴い発行から1年も経たず1946年（昭和21年）3月2日限りで失効した。丙号券および丁号券については、失効後も証紙を貼り付けて臨時に新券の代わりとする「証紙貼付券」が発行され流通・通用したが、この「証紙貼付券」も1946年（昭和21年）10月末限りで失効した。
「日本銀行兌換券」と表記されているものの、実質的な発行開始時点で既に1942年（昭和17年）5月の日本銀行法施行により兌換が廃止され、金本位制も停止されていたため、法的にも不換紙幣として扱われており金貨との兌換は行われていなかった。
現在の古銭市場での価値は、数万円～数十万円が目安であり丁号券より高く乙号券より低い。

## 丁号券
1942年（昭和17年）1月4日の大蔵省告示第1号「兌換銀行券五圓券及貳百圓券改造發行」で紙幣の様式が定められている。主な仕様は下記の通り。
- 日本銀行兌換券
- 額面 貳百圓（200円）
- 表面 藤原鎌足と談山神社拝殿、兌換文言
- 裏面 談山神社十三重塔、断切文字
- 印章 〈表面〉総裁之印 〈裏面〉文書局長、発行局長
- 銘板 大日本帝國内閣印刷局製造
- 記番号仕様
  - 記番号色 黒色
  - 記番号構成 〈記号〉組番号：「｛」＋数字1 - 2桁＋「｝」　〈番号〉通し番号：数字6桁
- 寸法 縦97mm、横165mm[22]
- 製造実績
  - 印刷局から日本銀行への納入期間 1938年（昭和13年）6月28日 - 1938年（昭和13年）10月31日[3]
  - 記号（組番号）範囲 1 - 49（1記号当たり900,000枚製造）[3]
  - 製造枚数 44,100,000枚[4]
- 発行開始日 1945年（昭和20年）4月16日[23]（告示上：1942年（昭和17年）1月6日[注 12]）
- 通用停止日 1946年（昭和21年）3月2日[5]（証紙貼付券に限り1946年（昭和21年）10月31日[16]）
- 発行終了
- 失効券

戦時インフレ発生の懸念から高額券の更なる備蓄が必要となったが、急造された簡易な仕様の丙号券が高額券として相応しいとは言い難いものであったことから、これに代わってより本格的なデザインとした丁号券が1942年（昭和17年）の大蔵省告示で制定された。尚、印刷局から日本銀行への納入は1938年（昭和13年）に済んでおり、公示上の発行は1942年（昭和17年）1月6日付となっているが、これは近々制定される日本銀行法で兌換の廃止、金本位制の当面停止が定められており、その施行前に題号を「日本銀行兌換券」とする本券を形だけでも発行しておく側面もあった。しかし実質的な発行・流通は暫く見送られ、将来のインフレ等の緊急事態に備えて日本銀行に保管されていた。
緊急的に発行されたこれまでの簡易的な二百円紙幣とは異なり、精巧で緻密な凹版印刷や、多色刷りの地模様、鮮明な白黒透かしなど、高額券として当時の紙幣印刷技術を駆使した紙幣となっている。ただし万一の事態に備え早急に製造する必要があったため、版面は他券種から流用されたものである。
表面には右側に藤原鎌足の肖像画、左側に奈良県桜井市にある談山神社の拝殿が、裏面左側には同じく談山神社の十三重塔が描かれているが、これらはいずれも乙貳拾圓券からの流用であり、談山神社の拝殿と十三重塔の印刷位置を入れ替えたものである。表面の地模様には花菱模様と、藤花、瑞雲、宝相華があしらわれている。裏面右端には「日本銀行」の断切文字が配置されている。
透かしは「200」の文字と桐の図柄である。透かし模様が確認しやすいよう、透かしの入った中央部分は文字と淡い印刷色の地模様のみの印刷となっている。
使用色数は、表面6色（内訳は凹版印刷による主模様1色、地模様3色、印章1色、記番号1色）、裏面3色（内訳は凹版印刷による主模様1色、地模様1色、印章・断切文字1色）となっている。
終戦前の1945年（昭和20年）4月16日付けで実際に発行されたが、新円切替に伴い発行から1年も経たず1946年（昭和21年）3月2日限りで失効した。丙号券および丁号券については、失効後も証紙を貼り付けて臨時に新券の代わりとする「証紙貼付券」が発行され流通・通用したが、この「証紙貼付券」も1946年（昭和21年）10月末限りで失効した。
「日本銀行兌換券」と表記されているものの、実質的な発行開始時点で既に1942年（昭和17年）5月の日本銀行法施行により兌換が廃止され金本位制が停止されていたため、法的にも不換紙幣として扱われており金貨との兌換は行われていなかった。
発行された3種類の二百円紙幣の中では現在の古銭市場での価値が最も低いが、それでも数千円から1万円以上の値がつくことがある。

## 未発行紙幣
甲貳百圓券
1923年（大正12年）9月1日に発生した関東大震災により、当時日本国内で唯一紙幣製造を行っていた東京の印刷局工場の全焼や、日本銀行の金庫に保管されていた銀行券の損傷、更には信用不安による紙幣の不足の懸念などから、震災直後の1923年（大正12年）11月24日から12月18日にかけて大阪の民間印刷所である昌栄堂印刷所に委託して150万枚が製造されたが、結果的に紙幣の不足はなく印刷局も復旧したため、結局発行されず1926年（大正15年）に廃棄された。
デザインは丙貳百圓券に類似し、表面は武内宿禰の肖像、裏面は赤色の彩紋で、寸法は縦97mm、横198mm。印章は表面に「総裁之印」 、裏面に「文書局長」が印刷されている。相違点は表面の地模様が一部異なることと、裏面の刷色の濃さが異なること、「日本銀行」の断切文字の有無、銘板、透かし、および寸法の相違程度である。なお緊急にデザインされたものであることから、輪郭枠は横浜正金銀行発行の銀行券の輪郭模様を一部手直ししたもの、彩紋模様も被災を免れた他の紙幣などの彩紋模様を転写したものである。また武内宿禰の肖像もエドアルド・キヨッソーネによる改造一円券の肖像を複製したものである。記番号については通用券には赤色のアラビア数字で印刷されており、他の多くの日本銀行券と異なり1組当たりの製造枚数は9万枚で通し番号は5桁であったが、これは委託先の印刷所の当時の設備では最大5桁までしか番号印刷できなかったためである。製造された記号（組番号）の範囲は1 - 17である。
用紙は公債証書利札用紙を転用したもので、透かしは波線連続模様の白透かしであった。
使用色数は、表面5色（内訳は主模様1色、地模様2色、印章1色、記番号1色）、裏面1色（印章・断切文字含む）となっている。
通用券は現存しておらず、記番号の場所に「記號」「番號」と黒色の文字で印刷された見本券のみ現存している。銘板の表記は「大日本帝国政府印刷局製造」である。
A貳百圓券
肖像は藤原鎌足。1946年（昭和21年）頃に新円の紙幣として検討され、見本券が試作されたもので、丁貳百圓券のデザインを刷色変更の上で流用し、発行されたA百圓券や、未発行に終わったA千圓券（2次案）などと同様の、瑞雲と桜花のデザインの赤色の新円標識を加刷したものであったが、これも結局告示や本格製造、発行には至らなかった。

## 変遷
- 1884年（明治17年）5月26日：「兌換銀行券条例」の中で額面200円の兌換券が規定され、翌年より日本銀行券の発行が開始されるが、200円券の発行は見送り。

（この間は額面金額200円の法定通貨（紙幣・硬貨）の製造発行なし）
- 1923年（大正12年）11月24日：関東大震災による印刷局工場の被災や社会不安による現金需要に備えて民間会社に委託して甲貳百圓券の製造を開始。なお、紙幣の不足は起きず、また印刷局工場が復旧したため、甲貳百円券の発行には至らず1926年（大正15年）に廃棄。

（この間は額面金額200円の法定通貨（紙幣・硬貨）の製造発行なし）
- 1927年（昭和2年）4月24日：昭和金融恐慌の沈静化のため乙貳百圓券の様式を制定[2]。
- 1927年（昭和2年）4月25日：昭和金融恐慌の沈静化のため乙貳百圓券発行開始[2]。図柄は彩紋のみで裏面は印刷なし。ただし恐慌沈静化後すぐに回収。
- 1927年（昭和2年）5月10日：丙貳百圓券の様式を制定[14]。
- 1927年（昭和2年）5月12日：丙貳百圓券告示上の発行開始[14]。ただし市中で流通させず緊急時に備え日本銀行に保管。

（この間は額面金額200円の法定通貨（紙幣・硬貨）の製造発行なし。）
- 1931年（昭和6年）12月17日：金貨兌換停止に関する緊急勅令施行により金兌換停止[33]。
- 1942年（昭和17年）1月4日：丁貳百圓券の様式を制定[22]。
- 1942年（昭和17年）1月6日：丁貳百圓券告示上の発行開始[22]。ただし市中で流通させず緊急時に備え日本銀行に保管。
- 1942年（昭和17年）5月1日：旧日本銀行法施行により「日本銀行兌換券」から「日本銀行券」に移行。既存の有効な兌換券は不換紙幣として扱われる[21]。
- 1945年（昭和20年）4月16日：丁貳百圓券実質的な発行開始[23]。図柄は藤原鎌足と談山神社拝殿・十三重塔。
- 1945年（昭和20年）8月16日：丙貳百圓券実質的な発行開始[15]。図柄は武内宿禰。
- 1946年（昭和21年）2月17日：金融緊急措置令により預金封鎖を伴う新円切替実施[34]。
- 1946年（昭和21年）2月25日：暫定的に新円とみなす証紙を貼付した丙貳百圓券および丁貳百圓券発行開始[20]。
- 1946年（昭和21年）3月2日：日本銀行券預入令により乙貳百圓券失効。丙貳百圓券および丁貳百圓券は証紙貼付券を除き失効[5]。
- 1946年（昭和21年）10月31日：丙貳百圓券および丁貳百圓券の証紙貼付券失効[16]。

前述の通り乙号券は市中での流通を想定したものではなく、恐慌沈静化の目的が達成されたため発行後すぐに大部分が回収されたこと、丙号券および丁号券は告示上の発行開始後も非常時に備えて日本銀行に長期間保管され、実質的な発行開始後ほどなく行われた新円切替に伴い全て失効したことから、二百円紙幣の実質的な使用期間は1927年（昭和2年）4月下旬から5月上旬にかけての2週間程度、および1945年（昭和20年）から1946年（昭和21年）10月末までの1年半程度の限られた期間のみであった。
以降、額面金額200円の法定通貨（紙幣・硬貨）は製造発行されていない。